# Voltaggio (Italia)
Voltaggio (Vortaggio od Ötaggio in ligure, Votagio in piemontese) è un comune italiano di 658 abitanti della provincia di Alessandria in Piemonte.
Il comune è situato sull'Appennino Ligure, nell'area del Novese, ed è attraversato dal torrente Lemme e da altri tre corsi d'acqua immissari dello stesso: il rio Morsone, il rio della Barca (che nasce in città metropolitana di Genova) e il rio Carbonasca che delimitano altre valli subalterne del paese.
Insieme a Fraconalto è uno dei comuni con le più forti influenze liguri del Piemonte, mantenendo stretti legami col Genovesato, tanto che il 12 luglio 2005, su richiesta del consiglio comunale, è stato riconosciuto comune onorario della provincia di Genova (l'unico piemontese) in virtù dei legami storici, economici e culturali con il capoluogo ligure.

## Storia
Villaggio compreso nella Marca Obertenga, passò agli eredi di Oberto, i Malaspina. Nelle guerre tra i Malaspina e Genova alla fine del XII secolo i primi dovettero rinunciare a questo feudo, che passò alla proprietà divisa tra il potere temporale dei vescovi di Tortona, i marchesi di Gavi e la Repubblica di Genova. Oggetto di contesa tra Ducato di Milano, Marchesato del Monferrato e Repubblica di Genova, cambiò più volte proprietario, finché non passò definitivamente alla Repubblica, che ne aveva cominciato a governare i territori a partire dalla fine del XII secolo. Voltaggio era infatti indispensabile alla Repubblica Genovese come punto di passaggio del tratto della antica via Postumia che superava i Gioghi Appenninici evitando i Feudi imperiali. Tale percorso viario posseduto da Genova attraversava pertanto Fiaccone (oggi Fraconalto), Voltaggio, Gavi, arrivando infine a Novi.
Voltaggio da allora seguì le sorti della Repubblica fino all'annessione al Regno di Sardegna (1815). Fu saccheggiato e parzialmente distrutto nel 1625 da Carlo Emanuele III di Savoia. In epoca Napoleonica, sotto la Repubblica Ligure, venne a far parte della provincia di Novi che faceva parte della Liguria, nel 1859 con la legge Rattazzi passò alla provincia di Alessandria e quindi al Piemonte.
Durante i Mondiali di calcio 1990 il paese ospitò la nazionale di calcio della Costa Rica che giocò allo stadio Luigi Ferraris di Genova alcune partite.

### Simboli
Lo stemma e il gonfalone del comune di Voltaggio sono stati concessi con decreto del presidente della Repubblica del 18 aprile 2006.
Il gonfalone è un drappo di bianco.

## Monumenti e luoghi d'interesse

### Architetture religiose
La chiesa parrocchiale dell'Assunta e dei Santi Nazario e Celso conserva tele di Sinibaldo Scorza, pittore locale, e una statua lignea del Maragliano.
Il convento dei padri cappuccini edificato nel 1595 e terminato nel 1604, ospita un'interessante pinacoteca con opere a carattere religioso tra il XVI e il XVIII secolo da artisti di scuola genovese e lombarda, quali Luca Cambiaso, Bernardo Strozzi, Lazzaro Tavarone, Giovanni Domenico Cappellino (San Cristoforo col Bambino e angeli), Domenico Fiasella, Gioacchino Assereto, Sinibaldo Scorza, Michelangiolo Bertolotto e Orazio De Ferrari; conserva il dipinto del 1694 con Sant'Onofrio anacoreta, opera di Paolo Pagani. Inoltre il convento ospita una collezione di statue da presepe del Maragliano.
Nell'oratorio di Nostra Signora del Gonfalone sono conservati i resti di San Clemente e buona parte delle opere del pittore autoctono Bernardo Carrosio, vissuto nel XVII secolo.
Sono inoltre presenti l'oratorio di San Giovanni Battista, con la caratteristica cupola, costruito nel XIX secolo, e l'oratorio di Sant'Antonio Abate, localizzato al limite meridionale dell'abitato.

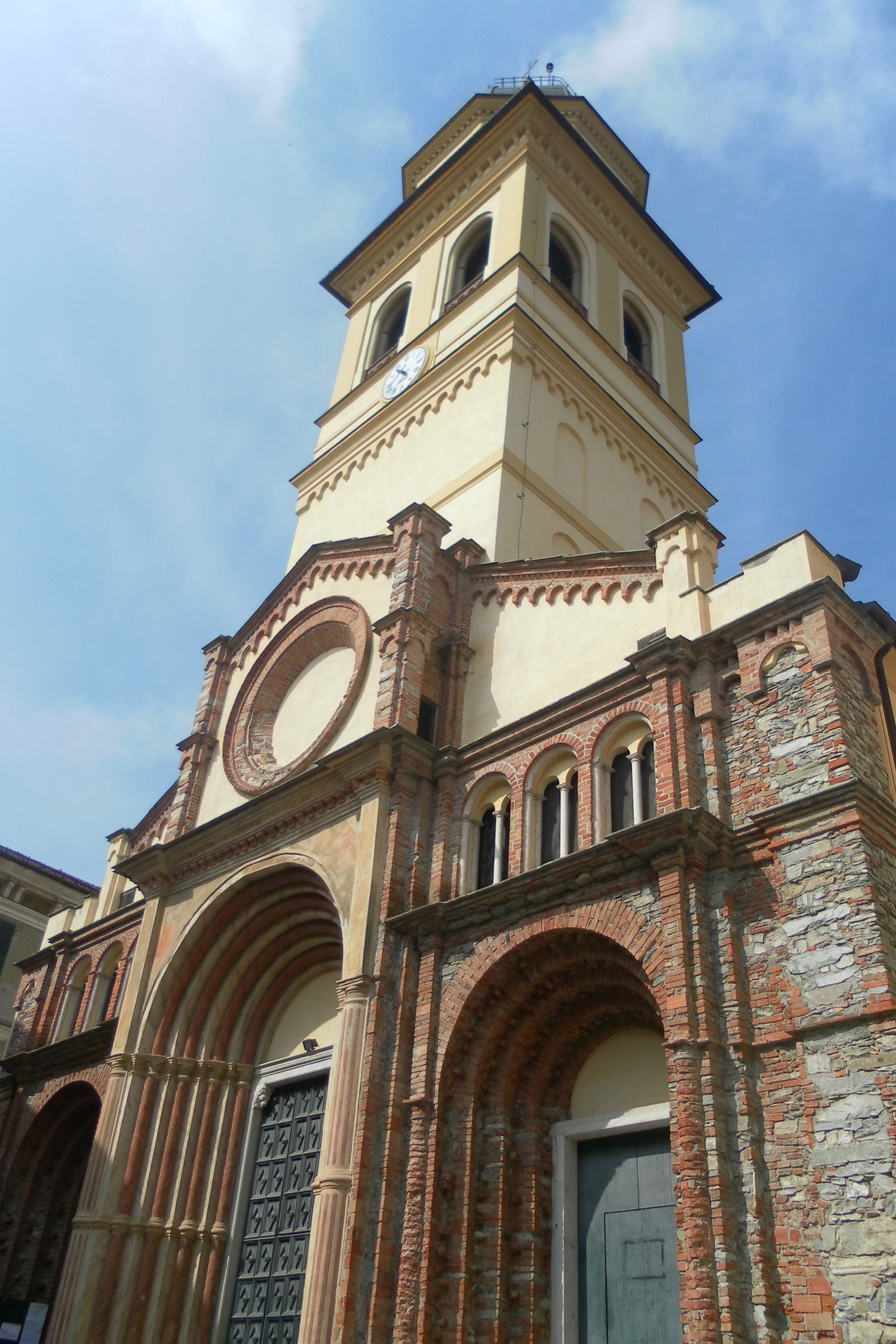
Chiesa parrocchiale dell'Assunta e dei Santi Nazario e Celso

### Architetture civili
Conserva un bel ponte romanico, sul torrente Lemme.

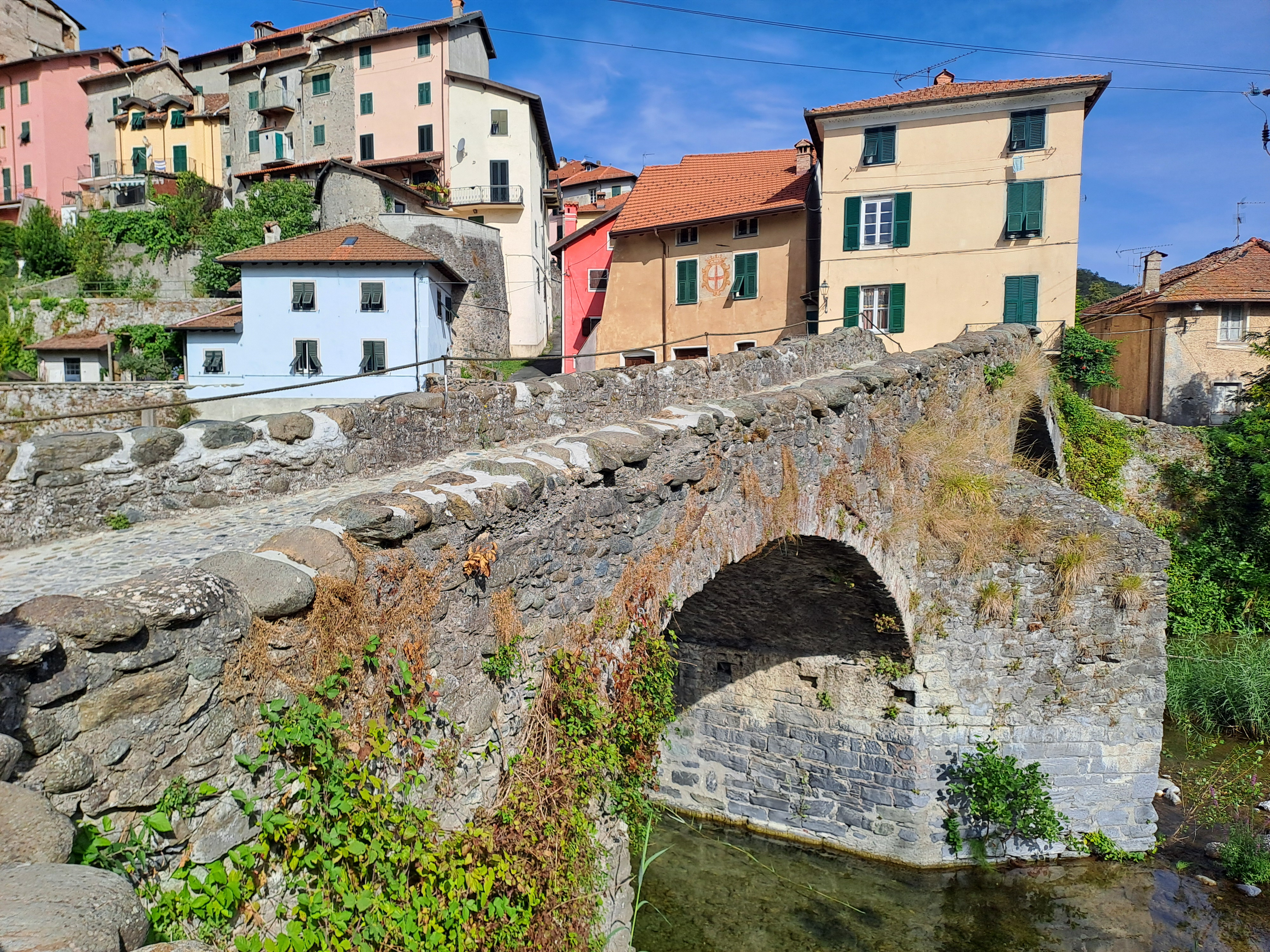
Il ponte romanico sopra il torrente Lemme a Voltaggio

Tra i principali edifici storici troviamo: palazzo Grimaldi, antica sede degli esattori delle imposte; palazzo Galliera con decorazioni trompe-l'œil; casa Scorza (XVI secolo).

### Aree naturali
Il territorio comunale fa parte del Parco Regionale delle Capanne di Marcarolo e apparteneva, fino alla sua soppressione, alla Comunità montana Alta Val Lemme e Alto Ovadese.

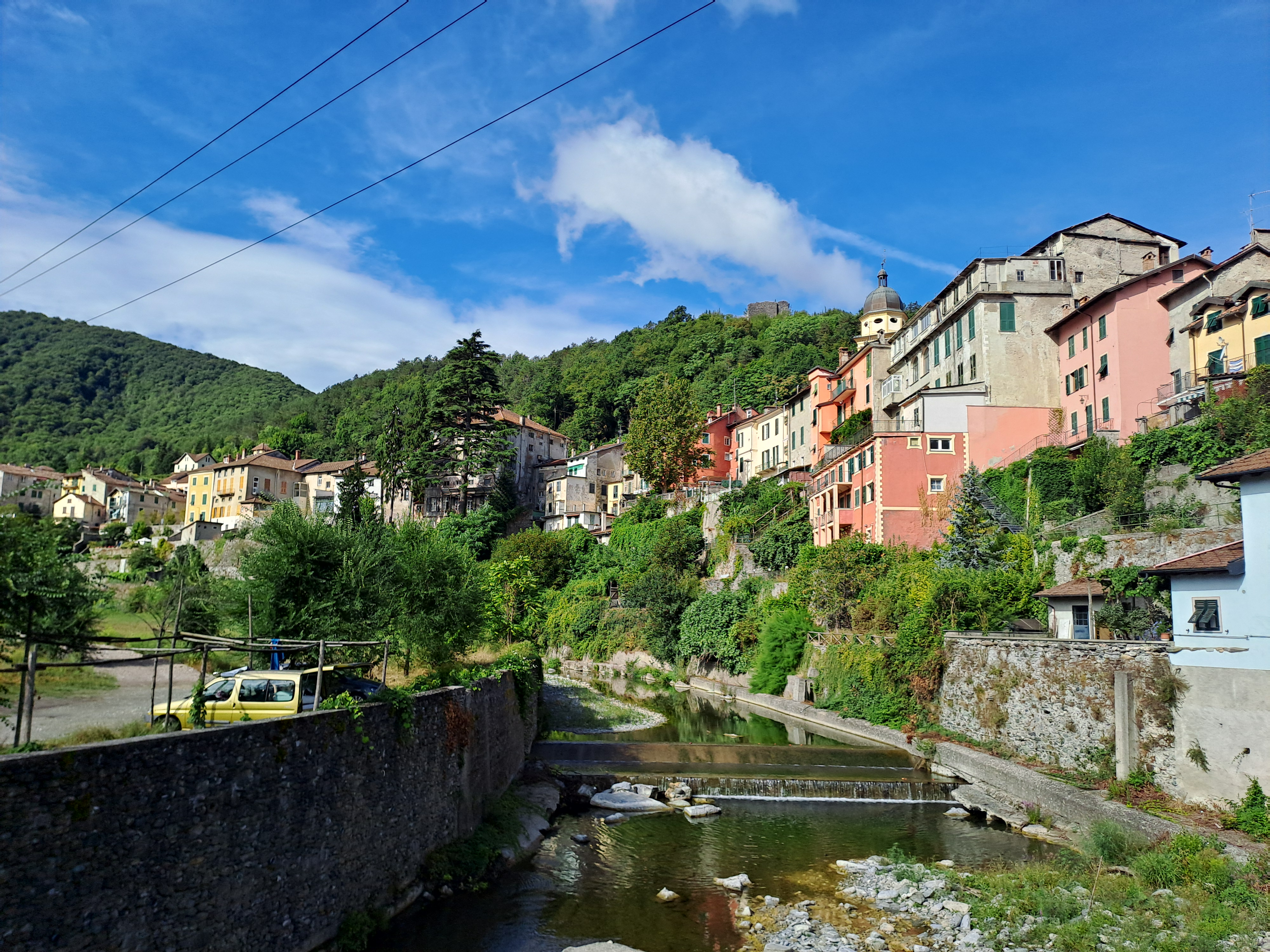
L'abitato di Voltaggio a fianco del torrente Lemme

Le cime più elevate del territorio comunale sono il Monte delle Figne (1172 m), il Monte Taccone (1113 m), il Monte Tobbio (1092 m) e il Monte Leco (1072 m). La vetta del Monte Tobbio è caratterizzata dalla presenza di una chiesetta edificata nel 1897.

## Società

### Evoluzione demografica
Abitanti censiti

### Istituti, enti e associazioni
- Pro Loco Voltaggio nata nel 1959
- Croce Rossa Italiana delegazione di Voltaggio, nata nel 1993
- AVIS Voltaggio, nato nel 1975

## Cultura

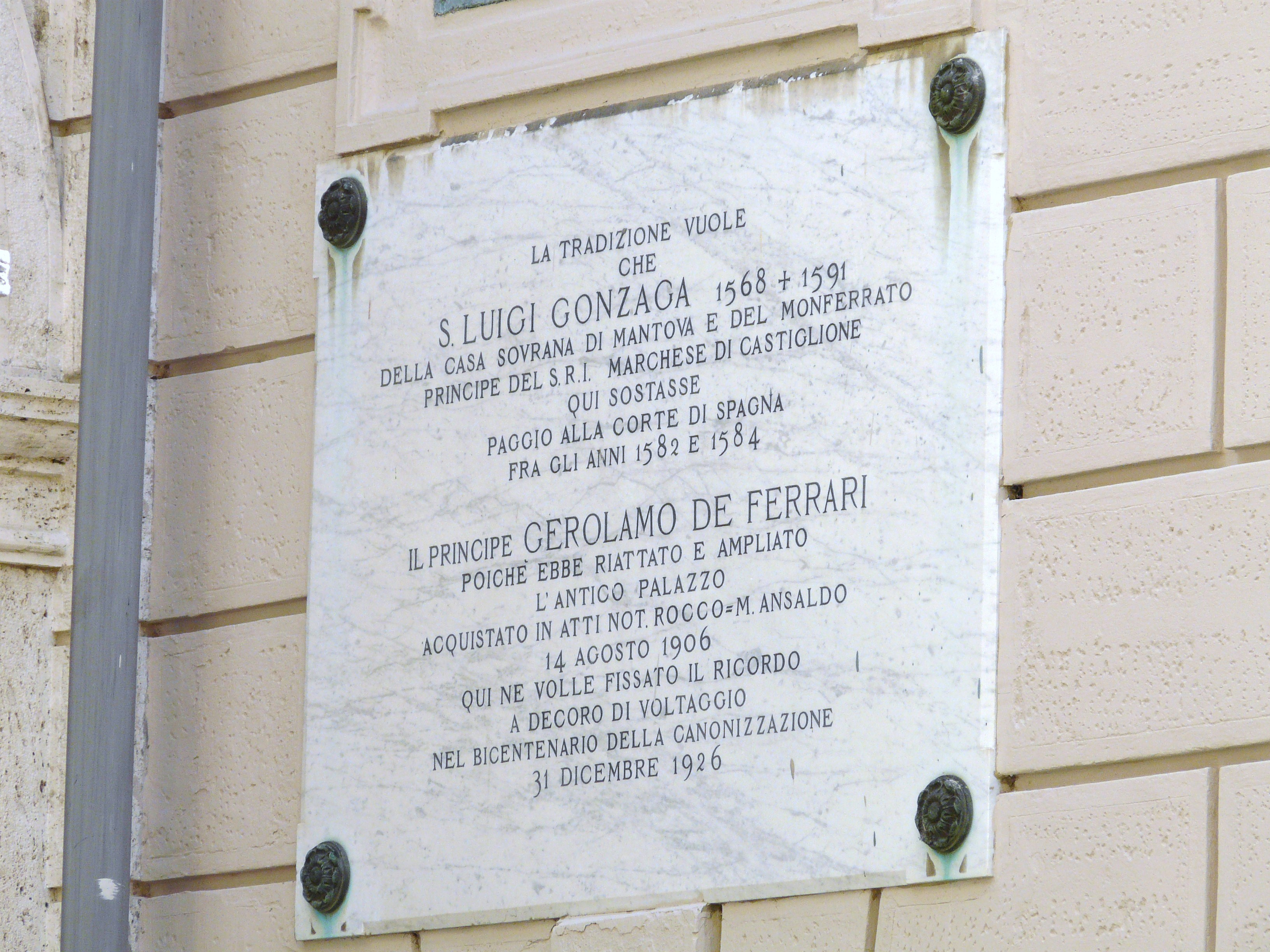
Lapide dedicata a san Luigi Gonzaga

### Feste e ricorrenze
- Fritellata, 25 aprile
- Festa della panissa, 2 giugno
- Ciao Funta, serata beneficenza AIL 21 giugno
- Notte di San Giovanni, 23 giugno
- Fiera di Voltaggio, e Cena per Voltaggio terza domenica di luglio
- Sagra degli gnocchi al pesto dal 14 agosto al 18 agosto
- Estemporanea di pittura, ultima domenica di agosto
- Polentata, 15 settembre
- Castagnata, 20 ottobre

## Infrastrutture e trasporti

### Distanze stradali
- Novi Ligure: 20 km
- Alessandria: 45 km
- Genova Pontedecimo: 21 km
- Genova centro: 38 km
- Borgo Fornari (Ronco Scrivia): 12 km
- Busalla: 14 km
- Carrosio: 5 km
- Gavi: 9 km
- Arquata Scrivia: 16 km

### Autostrade
I caselli autostradali più vicini sono quelli di Ronco Scrivia e Busalla sulla A7 Milano-Genova.

### Ferrovie
La stazione di Borgo Fornari per Voltaggio è la fermata ferroviaria più vicina sulla linea Torino-Genova. Tuttavia i voltaggini che si spostano in treno prediligono le stazioni di Arquata Scrivia e Ronco Scrivia, servite da treni regionali veloci.

## Amministrazione
Di seguito è presentata una tabella relativa alle amministrazioni che si sono succedute in questo comune.
| Periodo        | Periodo        | Primo cittadino          | Partito                          | Carica  | Note  |
| -------------- | -------------- | ------------------------ | -------------------------------- | ------- | ----- |
| 12 giugno 1985 | 9 giugno 1990  | Bernardo Battilana       | Partito Liberale Italiano        | Sindaco | [ 9 ] |
| 9 giugno 1990  | 24 aprile 1995 | Bernardo Battilana       | lista civica                     | Sindaco | [ 9 ] |
| 24 aprile 1995 | 14 giugno 1999 | Giovanni Benasso         | centro                           | Sindaco | [ 9 ] |
| 14 giugno 1999 | 14 giugno 2004 | Consolato Repetto        | lista civica                     | Sindaco | [ 9 ] |
| 14 giugno 2004 | 8 giugno 2009  | Consolato Repetto        | lista civica                     | Sindaco | [ 9 ] |
| 8 giugno 2009  | 26 maggio 2014 | Lorenzo Giovanni Repetto | lista civica Voltaggio da vivere | Sindaco | [ 9 ] |
| 26 maggio 2014 | 26 maggio 2019 | Michele Bisio            | lista civica Fai la differenza   | Sindaco | [ 9 ] |
| 26 maggio 2019 | 9 giugno 2024  | Giuseppe Benasso         | lista civica Voltaggio da vivere | Sindaco | [ 9 ] |
| 9 giugno 2024  | in carica      | Giuseppe Antonio Canepa  | lista civica Voltaggio nel cuore | Sindaco | [ 9 ] |